# Thoracibidion
Thoracibidion is een kevergeslacht uit de familie van de boktorren (Cerambycidae). De wetenschappelijke naam van het geslacht werd voor het eerst geldig gepubliceerd in 1960 door Martins.

## Soorten
Thoracibidion omvat de volgende soorten:
- Thoracibidion buquetii (Thomson, 1867)
- Thoracibidion fasciiferum (Berg, 1889)
- Thoracibidion flavopictum (Perty, 1832)
- Thoracibidion franzae Martins, 1968
- Thoracibidion galbum Martins, 1968
- Thoracibidion insigne Martins, 1968
- Thoracibidion io (Thomson, 1867)
- Thoracibidion lineatocolle (Thomson, 1865)
- Thoracibidion pleurostictum (Bates, 1885)
- Thoracibidion ruficaudatum (Thomson, 1865)
- Thoracibidion striatocolle (White, 1855)
- Thoracibidion terminatum Martins, 1968
- Thoracibidion tomentosum Martins, 1960